# Judit Reigl

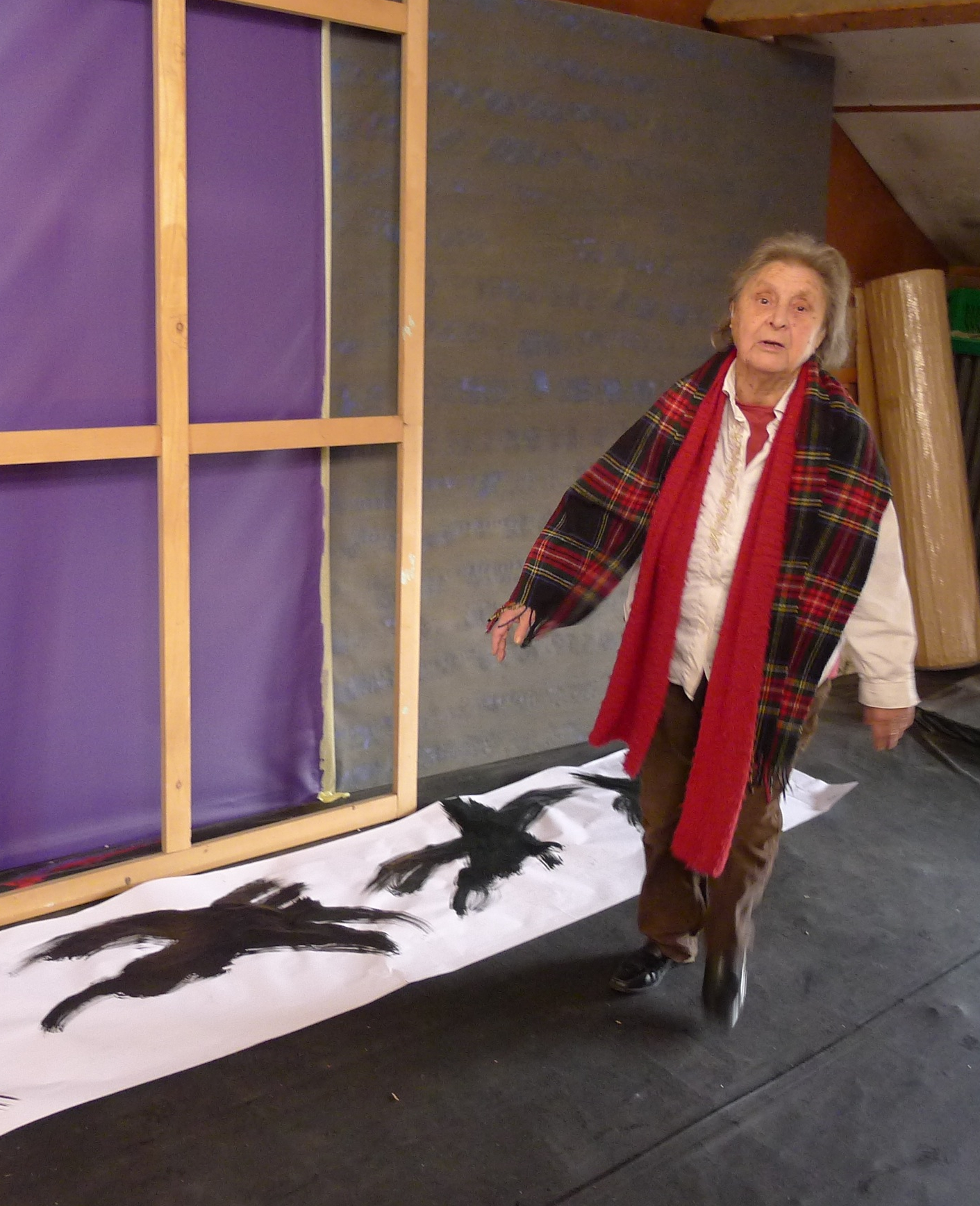
Judit Reigl en 2012.

Judit Reigl, nombre de nacimiento Judit Némedy (Kapuvár, 1 de mayo de 1923 - Marcoussis, 7 de agosto de 2020), fue una pintora húngara establecida en Francia desde 1950.

## Biografía
Estudió en la Universidad de Bellas Artes de Hungría en  Budapest  de 1942 a 1945 y más tarde en Roma entre 1946 y 1948 con una beca de estudios, hasta que las autoridades húngaras le retiraron el pasaporte.
Abandonó Hungría en 1950 pasando primero por Austria, donde fue retenida en un campo del que se escapó a las dos semanas. Tras un viaje sobre todo a pie, pasando por Múnich, Bruselas y Lille, se estableció en París el 25 de junio de 1950, donde se embebió del surrealismo, entre otros con André Breton y que luego abandonaría por la abstracción. Residió allí hasta que en 1963 se mudó a Marcoussis.
Ha realizado exposiciones tanto individuales como colectivas en diferentes lugares.

## Premios
- Beca Guggenheim  (Nueva York, 1964)[4]
- Premio Carnegie (Pittsburgh, 1967–68)[5]
- Premio Kossuth (Budapest, 2011)[6]
- Orden al Mérito de la República de Hungría (2011)[1]